# 親烏克蘭

烏克蘭國旗

親烏克蘭（羅馬化：Ukrainofilstvo），簡稱親烏，其英文的字面意思是對烏克蘭或烏克蘭人的喜好。其具體意涵是對烏克蘭、烏克蘭歷史和烏克蘭文化的欽佩和喜愛。與親烏相反的情感是反烏。该术语主要用于政治和文化背景中，用来表示亲乌克兰情绪，通常用于政治和文学领域。在歷史中，俄罗斯帝国政府严厉打压乌克兰文化爱好者，禁止乌克兰语的使用、书籍印刷和戏剧（埃姆斯政令、瓦盧耶夫通告）。在2022年俄羅斯開始入侵烏克蘭后，亲乌情绪日益高涨。